# Llista de monuments de Castell d'Aro, Platja d'Aro i s'Agaró
Llista de monuments de Castell d'Aro, Platja d'Aro i s'Agaró inclosos en l'Inventari del Patrimoni Arquitectònic Català per al municipi de Castell d'Aro, Platja d'Aro i s'Agaró (Baix Empordà). Inclou els inscrits en el Registre de Béns Culturals d'Interès Nacional (BCIN) amb la classificació de monuments històrics, els Béns Culturals d'Interès Local (BCIL) de caràcter immoble i la resta de béns arquitectònics integrants del patrimoni cultural català.
| Monument                                                                | Protecció            | Estil/època                                            | Localització | Coordenades                                            | Codi?         | Imatge |
| ----------------------------------------------------------------------- | -------------------- | ------------------------------------------------------ | --- | ------------------------------------------------------ | ------------- | --- |
| Can Riambau                                                             | BCIN 639-MH          | XVI                                                    | Castell d'Aro, Platja d'Aro i s'Agaró Barri de la Crota, Platja d'Aro                                                                      | 41° 48′ 46″ N, 3° 02′ 34″ E / 41.812743°N,3.042877°E   | RI-51-0005851 | Can Riambau (Castell d'Aro, Platja d'Aro i s'Agaró) · Vegeu més fotos d'aquest monument · Carregueu una nova foto d'aquest monument                              |
| Can Daussà                                                              | BCIN 640-MH          | XVI                                                    | Castell d'Aro, Platja d'Aro i s'Agaró Barri de la Crota, 28, Platja d'Aro                                                                  | 41° 49′ 06″ N, 3° 02′ 43″ E / 41.8184056°N,3.045325°E  | RI-51-0005850 | Can Daussà (Castell d'Aro, Platja d'Aro i s'Agaró) · Vegeu més fotos d'aquest monument · Carregueu una nova foto d'aquest monument                               |
| Can Sicars                                                              | BCIN 641-MH          | XVI                                                    | Castell d'Aro, Platja d'Aro i s'Agaró Av. de la Platja, 21, Castell d'Aro                                                                  | 41° 48′ 50″ N, 3° 01′ 37″ E / 41.8140194°N,3.026825°E  | RI-51-0005853 | Can Sicars (Castell d'Aro, Platja d'Aro i s'Agaró) · Vegeu més fotos d'aquest monument · Carregueu una nova foto d'aquest monument                               |
| Can Bas                                                                 | BCIN 642-MH          | XV-XVI                                                 | Castell d'Aro, Platja d'Aro i s'Agaró Fenals d'Aro                                                                                         | 41° 49′ 07″ N, 3° 03′ 38″ E / 41.818544°N,3.060545°E   | RI-51-0005854 | Can Bas (Castell d'Aro, Platja d'Aro i s'Agaró) · Vegeu més fotos d'aquest monument · Carregueu una nova foto d'aquest monument                                  |
| Castell de Castell d'Aro, Castell de Benedormiens                       | BCIN 1061-MH         | Medieval, XX Mitjan                                    | Castell d'Aro, Platja d'Aro i s'Agaró Pl. Santa Maria, 2, Castell d'Aro                                                                    | 41° 49′ 01″ N, 3° 01′ 54″ E / 41.816917°N,3.031687°E   | RI-51-0005849 | Castell de Castell d'Aro (Castell d'Aro, Platja d'Aro i s'Agaró) · Vegeu més fotos d'aquest monument · Carregueu una nova foto d'aquest monument                 |
| Conjunt històric de Castell d'Aro                                       | BCIN 1912-CH-EN      | Gòtic, obra popular Medieval-XXI                       | Castell d'Aro, Platja d'Aro i s'Agaró | 41° 48′ 54″ N, 3° 01′ 51″ E / 41.81493°N,3.03095°E     | RI-53-0000491 | Conjunt històric de Castell d'Aro (Castell d'Aro, Platja d'Aro i s'Agaró) · Vegeu més fotos d'aquest monument · Carregueu una nova foto d'aquest monument        |
| S'Agaró                                                                 | BCIN 1938-CH-EN      | Noucentisme XX Inici                                   | Castell d'Aro, Platja d'Aro i s'Agaró | 41° 47′ 37″ N, 3° 03′ 29″ E / 41.79358°N,3.05804°E     | RI-53-0000486 | S'Agaró (Castell d'Aro, Platja d'Aro i s'Agaró) · Vegeu més fotos d'aquest monument · Carregueu una nova foto d'aquest monument                                  |
| Torre Seguera, Cal Rei, Cal Xai                                         | BCIN 1956-MH         | XVI                                                    | Castell d'Aro, Platja d'Aro i s'Agaró C. Castell i Mar, 27, Castell d'Aro                                                                  | 41° 48′ 58″ N, 3° 02′ 05″ E / 41.8162278°N,3.0347611°E | RI-51-0005852 | Torre Seguera (Castell d'Aro, Platja d'Aro i s'Agaró) · Vegeu més fotos d'aquest monument · Carregueu una nova foto d'aquest monument                            |
| Mas Pouplana                                                            | BCIN 4196-MH         | Gòtic tardà, obra popular XVII-XIX                     | Castell d'Aro, Platja d'Aro i s'Agaró Av. del Castell d'Aro, 132, Platja d'Aro                                                             | 41° 48′ 56″ N, 3° 02′ 49″ E / 41.815500°N,3.046806°E   | IPA-6983      | Mas Pouplana (Castell d'Aro, Platja d'Aro i s'Agaró) · Vegeu més fotos d'aquest monument · Carregueu una nova foto d'aquest monument                             |
| Casa rectoral de Castell d'Aro                                          | BCIN 4197-MH (escut) | Renaixement, obra popular, barroc XVI                  | Castell d'Aro, Platja d'Aro i s'Agaró C. del Calvari, 3                                                                                    | 41° 48′ 55″ N, 3° 01′ 45″ E / 41.815194°N,3.029056°E   | IPA-7000      | Carregueu una nova foto d'aquest monument |
| Casa Josep Bonet Matas, Xalet Lolimar                                   | BCIL 2012            | Noucentisme XX Inici                                   | Castell d'Aro, Platja d'Aro i s'Agaró Av. sa Conca, 26, s'Agaró                                                                            | 41° 47′ 43″ N, 3° 03′ 38″ E / 41.795139°N,3.060694°E   | IPA-6984      | Casa Josep Bonet Matas (Castell d'Aro, Platja d'Aro i s'Agaró) · Vegeu més fotos d'aquest monument · Carregueu una nova foto d'aquest monument                   |
| Casa Miramar, Casa d'en Masó                                            | BCIL                 | Noucentisme Rafael Masó i Valentí XX                   | Castell d'Aro, Platja d'Aro i s'Agaró C. Verge de Montserrat, 5, s'Agaró                                                                   | 41° 47′ 27″ N, 3° 03′ 27″ E / 41.79076°N,3.05751°E     | IPA-6985      | Carregueu una nova foto d'aquest monument |
| Nostra Senyora de l'Esperança                                           | BCIL 2012            | Noucentisme Francesc Folguera XX (1940)                | Castell d'Aro, Platja d'Aro i s'Agaró Av. de l'Església, 20, s'Agaró                                                                       | 41° 47′ 41″ N, 3° 03′ 32″ E / 41.794861°N,3.058806°E   | IPA-6986      | Nostra Senyora de l'Esperança (Castell d'Aro, Platja d'Aro i s'Agaró) · Vegeu més fotos d'aquest monument · Carregueu una nova foto d'aquest monument            |
| Hostal de la Gavina                                                     | BCIL 2012            | Noucentisme Rafael Masó XX (1929-1932)                 | Castell d'Aro, Platja d'Aro i s'Agaró C. Senya Blanca, 2, s'Agaró                                                                          | 41° 47′ 26″ N, 3° 03′ 21″ E / 41.790694°N,3.055833°E   | IPA-6987      | Hostal de la Gavina (Castell d'Aro, Platja d'Aro i s'Agaró) · Vegeu més fotos d'aquest monument · Carregueu una nova foto d'aquest monument                      |
| Loggia de Senya Blanca                                                  | BCIL 2012            | Noucentisme Francesc Folguera XX (1949)                | Castell d'Aro, Platja d'Aro i s'Agaró Jardí de la casa la Senya Blanca a s'Agaró                                                           | 41° 47′ 21″ N, 3° 03′ 21″ E / 41.789167°N,3.055972°E   | IPA-6988      | Loggia de Senya Blanca (Castell d'Aro, Platja d'Aro i s'Agaró) · Vegeu més fotos d'aquest monument · Carregueu una nova foto d'aquest monument                   |
| Ermita del Remei                                                        | BCIL 2012            | Obra popular, barroc XVIII                             | Castell d'Aro, Platja d'Aro i s'Agaró Mas Eroles, Platja d'Aro                                                                             | 41° 48′ 22″ N, 3° 02′ 12″ E / 41.806167°N,3.036611°E   | IPA-6989      | Ermita del Remei (Castell d'Aro, Platja d'Aro i s'Agaró) · Vegeu més fotos d'aquest monument · Carregueu una nova foto d'aquest monument                         |
| Església de Santa Maria de Fenals                                       | BCIL 2012            | Barroc XVIII                                           | Castell d'Aro, Platja d'Aro i s'Agaró Av. Fenals, 5, Fenals de Baix                                                                        | 41° 49′ 24″ N, 3° 03′ 31″ E / 41.823444°N,3.058667°E   | IPA-6990      | Església de Santa Maria de Fenals (Castell d'Aro, Platja d'Aro i s'Agaró) · Vegeu més fotos d'aquest monument · Carregueu una nova foto d'aquest monument        |
| Església vella de Santa Maria de Fenals, Església de Sant Marc          | BCIL 2012            | Romànic X-XI                                           | Castell d'Aro, Platja d'Aro i s'Agaró Fenals d'Amunt                                                                                       | 41° 50′ 35″ N, 3° 02′ 35″ E / 41.842917°N,3.043194°E   | IPA-6991      | Església vella de Santa Maria de Fenals (Castell d'Aro, Platja d'Aro i s'Agaró) · Vegeu més fotos d'aquest monument · Carregueu una nova foto d'aquest monument  |
| Església de Santa Maria de Castell d'Aro, Nativitat de la Mare de Déu   | BCIL 2012            | Gòtic tardà, barroc XVI-XVIII                          | Castell d'Aro, Platja d'Aro i s'Agaró Pl. Santa Maria, Castell d'Aro                                                                       | 41° 48′ 55″ N, 3° 01′ 50″ E / 41.815250°N,3.030583°E   | IPA-6992      | Església de Santa Maria de Castell d'Aro (Castell d'Aro, Platja d'Aro i s'Agaró) · Vegeu més fotos d'aquest monument · Carregueu una nova foto d'aquest monument |
| Casa de s'Agaró                                                         |                      | Noucentisme XX                                         | Castell d'Aro, Platja d'Aro i s'Agaró Av. Platges de s'Agaró, 4                                                                            |                                                        | IPA-6993      | Carregueu una nova foto d'aquest monument |
| Casa Gorina, les Arcades                                                | BCIL 2012            | Noucentisme Rafael Masó XX (1930-1935)                 | Castell d'Aro, Platja d'Aro i s'Agaró Av. de sa Conca, 1, s'Agaró                                                                          | 41° 47′ 28″ N, 3° 03′ 20″ E / 41.791111°N,3.055611°E   | IPA-6994      | Carregueu una nova foto d'aquest monument |
| Camí de Ronda de s'Agaró                                                | BCIL 2012            | Noucentisme Francesc Folguera Grassi XX (1949-1954)    | Castell d'Aro, Platja d'Aro i s'Agaró Camí de Ronda de s'Agaró a Platja d'Aro                                                              | 41° 47′ 16″ N, 3° 03′ 21″ E / 41.78777°N,3.0559°E      | IPA-6995      | Camí de Ronda de s'Agaró (Castell d'Aro, Platja d'Aro i s'Agaró) · Vegeu més fotos d'aquest monument · Carregueu una nova foto d'aquest monument                 |
| Can Tras, Can Canons                                                    |                      | XVIII                                                  | Castell d'Aro, Platja d'Aro i s'Agaró Pujada de l'Església, 10                                                                             | 41° 48′ 53″ N, 3° 01′ 50″ E / 41.814861°N,3.030583°E   | IPA-6998      | Carregueu una nova foto d'aquest monument |
| Cal Blinco, Ca la Cinteta                                               | BCIL 2012            | Obra popular, gòtic tardà XVI-XVIII                    | Castell d'Aro, Platja d'Aro i s'Agaró C. Major, 17                                                                                         | 41° 48′ 53″ N, 3° 01′ 47″ E / 41.814750°N,3.029806°E   | IPA-6999      | Carregueu una nova foto d'aquest monument |
| Can Clara                                                               |                      | Historicisme XI-XII                                    | Castell d'Aro, Platja d'Aro i s'Agaró Barri Canyet - Ctra. Platja d'Aro                                                                    | 41° 48′ 55″ N, 3° 01′ 11″ E / 41.815139°N,3.019861°E   | IPA-7001      | Can Clara (Castell d'Aro, Platja d'Aro i s'Agaró) · Vegeu més fotos d'aquest monument · Carregueu una nova foto d'aquest monument                                |
| San Jorge                                                               |                      | Noucentisme XX                                         | Castell d'Aro, Platja d'Aro i s'Agaró S'Agaró                                                                                              |                                                        | IPA-7002      | Carregueu una nova foto d'aquest monument |
| Casa Sibils, Domus Nostrum                                              | BCIL 2012            | Noucentisme Rafael Masó XX (1929-1930)                 | Castell d'Aro, Platja d'Aro i s'Agaró C. Verge de Montserrat, 2, s'Agaró                                                                   | 41° 47′ 28″ N, 3° 03′ 24″ E / 41.791083°N,3.056778°E   | IPA-7015      | Casa Sibils (Castell d'Aro, Platja d'Aro i s'Agaró) · Vegeu més fotos d'aquest monument · Carregueu una nova foto d'aquest monument                              |
| Creu de Castell d'Aro, creu de terme                                    |                      |                                                        | Castell d'Aro, Platja d'Aro i s'Agaró Plaça de la Creu, Platja d'Aro. A ponent del poble, direcció Mas Sicars, al mig de dues vies urbanes | 41° 48′ 53″ N, 3° 01′ 46″ E / 41.814750°N,3.029444°E   | IPA-30787     | Creu de Castell d'Aro (Castell d'Aro, Platja d'Aro i s'Agaró) · Vegeu més fotos d'aquest monument · Carregueu una nova foto d'aquest monument                    |
| Mas Oliveres, Mas Oliver                                                | BCIL 2012            | Obra popular XVIII-XIX                                 | Castell d'Aro, Platja d'Aro i s'Agaró Veïnat de la Coma                                                                                    | 41° 49′ 01″ N, 3° 01′ 50″ E / 41.81703°N,3.03067°E     | IPA-41135     | Carregueu una nova foto d'aquest monument |
| Can Candell                                                             | BCIL 2012            | XVIII                                                  | Castell d'Aro, Platja d'Aro i s'Agaró La Cremada, Platja d'Aro                                                                             | 41° 48′ 37″ N, 3° 02′ 54″ E / 41.810184°N,3.048399°E   | IPA-41136     | Can Candell (Castell d'Aro, Platja d'Aro i s'Agaró) · Vegeu més fotos d'aquest monument · Carregueu una nova foto d'aquest monument                              |
| Mas Vallbanera                                                          | BCIL 2012            | Obra popular XV, XVIII-XIX                             | Castell d'Aro, Platja d'Aro i s'Agaró Av. Vallbanera, 26, Fenals d'Amunt                                                                   | 41° 49′ 55″ N, 3° 01′ 51″ E / 41.831973°N,3.030854°E   | IPA-41137     | Mas Vallbanera (Castell d'Aro, Platja d'Aro i s'Agaró) · Vegeu més fotos d'aquest monument · Carregueu una nova foto d'aquest monument                           |
| Mas Torre Boscà                                                         | BCIL 2012            | Obra popular XVIII-XIX                                 | Castell d'Aro, Platja d'Aro i s'Agaró Av. Fanals, 43, Fenals de Baix                                                                       | 41° 49′ 15″ N, 3° 03′ 41″ E / 41.820869°N,3.061369°E   | IPA-41138     | Mas Torre Boscà (Castell d'Aro, Platja d'Aro i s'Agaró) · Vegeu més fotos d'aquest monument · Carregueu una nova foto d'aquest monument                          |
| Pèrgoles de la plaça del Rosesar i del Tennis la Gavina                 | BCIL 2012            | Noucentisme Rafael Masó i Valentí XX (1925-1931)       | Castell d'Aro, Platja d'Aro i s'Agaró Pl. del Rosesar, s'Agaró                                                                             | 41° 47′ 28″ N, 3° 03′ 22″ E / 41.790999°N,3.056061°E   | IPA-41139     | Pèrgoles de la plaça del Rosesar (Castell d'Aro, Platja d'Aro i s'Agaró) · Vegeu més fotos d'aquest monument · Carregueu una nova foto d'aquest monument         |
| Xalet Ensesa, Senya Blanca                                              | BCIL 2012            | Noucentisme Rafael Masó Valentí XX (1924)              | Castell d'Aro, Platja d'Aro i s'Agaró C. Senya Blanca, 5, s'Agaró                                                                          | 41° 47′ 21″ N, 3° 03′ 19″ E / 41.789074°N,3.055147°E   | IPA-41141     | Xalet Ensesa (Castell d'Aro, Platja d'Aro i s'Agaró) · Vegeu més fotos d'aquest monument · Carregueu una nova foto d'aquest monument                             |
| Xalet Faixat, Mercè Ensesa                                              | BCIL 2012            | Noucentisme Rafael Masó Valentí XX (1930)              | Castell d'Aro, Platja d'Aro i s'Agaró C. Senya Blanca, 3, s'Agaró                                                                          | 41° 47′ 23″ N, 3° 03′ 20″ E / 41.789596°N,3.055581°E   | IPA-41142     | Xalet Faixat (Castell d'Aro, Platja d'Aro i s'Agaró) · Vegeu més fotos d'aquest monument · Carregueu una nova foto d'aquest monument                             |
| Casa Rafael Masó                                                        | BCIL 2012            | Noucentisme Rafael Masó XX (1930-35)                   | Castell d'Aro, Platja d'Aro i s'Agaró C. Verge de Montserrat, 3, s'Agaró                                                                   | 41° 47′ 28″ N, 3° 03′ 26″ E / 41.791167°N,3.057278°E   | IPA-41143     | Casa Rafael Masó (Castell d'Aro, Platja d'Aro i s'Agaró) · Vegeu més fotos d'aquest monument · Carregueu una nova foto d'aquest monument                         |
| Xalet Cruz, Xalet Nurimar                                               | BCIL 2012            | Noucentisme Rafael Masó i Valentí XX (1930-1935, 1980) | Castell d'Aro, Platja d'Aro i s'Agaró Av. Sa Conca, 10, s'Agaró                                                                            | 41° 47′ 31″ N, 3° 03′ 30″ E / 41.791864°N,3.058423°E   | IPA-41144     | Xalet Cruz (Castell d'Aro, Platja d'Aro i s'Agaró) · Vegeu més fotos d'aquest monument · Carregueu una nova foto d'aquest monument                               |
| Casa Santiago Masó Valentí, Xalet Graziella                             | BCIL 2012            | Noucentisme Rafael Masó i Valentí XX (1930-1935)       | Castell d'Aro, Platja d'Aro i s'Agaró Av. Sa Conca, 14, s'Agaró                                                                            | 41° 47′ 32″ N, 3° 03′ 32″ E / 41.792134°N,3.058844°E   | IPA-41145     | Casa Santiago Masó Valentí (Castell d'Aro, Platja d'Aro i s'Agaró) · Vegeu més fotos d'aquest monument · Carregueu una nova foto d'aquest monument               |
| Xalet Gual Villalbí, Xalet Soler i Elimar                               | BCIL 2012            | Noucentisme Rafael Masó i Valentí XX (1932)            | Castell d'Aro, Platja d'Aro i s'Agaró Av. Sa Conca, 16, s'Agaró                                                                            | 41° 47′ 33″ N, 3° 03′ 33″ E / 41.792503°N,3.059061°E   | IPA-41146     | Xalet Gual Villalbí (Castell d'Aro, Platja d'Aro i s'Agaró) · Vegeu més fotos d'aquest monument · Carregueu una nova foto d'aquest monument                      |
| Casa Duran i Reynals, Xalet Joaquin Ensesa                              | BCIL 2012            | Noucentisme Raimon Duran i Reynals XX Inici            | Castell d'Aro, Platja d'Aro i s'Agaró Av. Sa Conca, 20, s'Agaró                                                                            | 41° 47′ 37″ N, 3° 03′ 34″ E / 41.793636°N,3.059553°E   | IPA-41147     | Casa Duran i Reynals (Castell d'Aro, Platja d'Aro i s'Agaró) · Vegeu més fotos d'aquest monument · Carregueu una nova foto d'aquest monument                     |
| Xalet Bufalà, Mas de Roda                                               | BCIL 2012            | Noucentisme Rafael Masó i Valentí XX (1932-1934)       | Castell d'Aro, Platja d'Aro i s'Agaró Av. de l'Església, 5, s'Agaró                                                                        | 41° 47′ 32″ N, 3° 03′ 24″ E / 41.792306°N,3.056786°E   | IPA-41148     | Carregueu una nova foto d'aquest monument |
| Antiga Casa Niubó, Casa Maluquer, Casa Sibils Ensesa                    | BCIL 2012            | Noucentisme Rafael Masó i Valentí XX (1929-1930)       | Castell d'Aro, Platja d'Aro i s'Agaró C. Verge de Montserrat, 2, s'Agaró                                                                   | 41° 47′ 27″ N, 3° 03′ 24″ E / 41.790751°N,3.056572°E   | IPA-41149     | Antiga Casa Niubó (Castell d'Aro, Platja d'Aro i s'Agaró) · Vegeu més fotos d'aquest monument · Carregueu una nova foto d'aquest monument                        |
| Casa Fontfreda                                                          |                      | Racionalisme XX                                        | Castell d'Aro, Platja d'Aro i s'Agaró C. de l' Empordà, 19                                                                                 |                                                        | IPA-46533     | Carregueu una nova foto d'aquest monument |
| Hotel s'Agaró, Hotel Monumental, Hotel de la Platja, Escoles de s'Agaró |                      | Noucentisme Rafael Masó i Valentí XX                   | Castell d'Aro, Platja d'Aro i s'Agaró Platja de Sant Pol, s'Agaró                                                                          |                                                        | IPA-49578     | Carregueu una nova foto d'aquest monument |
| Xalet a l'avinguda sa Conca 13                                          |                      | Noucentisme Adolf Florensa Ferrer XX                   | Castell d'Aro, Platja d'Aro i s'Agaró Av. Sa Conca, 13, s'Agaró                                                                            |                                                        | IPA-50702     | Carregueu una nova foto d'aquest monument |
| Xalet Carme Ensensa, Cala Pedrosa, Xalet Roquet                         |                      | Noucentisme Rafael Masó i Valentí XX                   | Castell d'Aro, Platja d'Aro i s'Agaró Av. Sa Conca, 8, s'Agaró                                                                             |                                                        | IPA-50703     | Carregueu una nova foto d'aquest monument |
| Xalet Puiggròs, Roca Blanca                                             |                      | Noucentisme Rafael Masó i Valentí XX                   | Castell d'Aro, Platja d'Aro i s'Agaró Av. Sa Conca, 28, s'Agaró                                                                            |                                                        | IPA-50705     | Carregueu una nova foto d'aquest monument |